# داريل برادلي
داريل برادلي (بالإنجليزية: Darrell Bradley)‏ هو محامي وسياسي بليزي، ولد في 1979 في بليز. نشط حزبياً في United Democratic Party (Belize) ‏.